# Chase YCG-14
Chase CG-14, còn gọi là G-14 hay Model MS.1, là một loại tàu lượn xung kích, do hãng Chase Aircraft chế tạo cho Không quân Lục quân Hoa Kỳ trong Chiến tranh thế giới II.

## Biến thể
XCG-14
XCG-14A
YCG-14A/YG-14A
XCG-14B/XG-14B

## Tính năng kỹ chiến thuật
Đặc tính tổng quát
- Sức chứa: 16-21 lính
- Kết cấu dạng cánh: NACA 23016[1]